# Fontana di Lungotevere Aventino
Fontana di Lungotevere Aventino, även benämnd Fontana del Leone och Fontanile di Clemente XI, är en fontän vid Lungotevere Aventino i Rione Ripa i Rom. Fontänen beställdes av påve Clemens XI år 1717 och utfördes av Carlo Francesco Bizzaccheri. 

## Beskrivning
Den rektangulära fontänen med rundade hörn var ursprungligen i huvudsak ett vattentråg för djur. Till en början var fontänen belägen på Piazza della Bocca della Verità i närheten av Fontana dei Tritoni och basilikan Santa Maria in Cosmedin. I samband med anläggandet av lungoteveri flyttades fontänen år 1870 till sin nuvarande plats.
På ena kortsidan finns en kartusch med ett lejonhuvud, ur vars gap vattnet porlar ner i karet. På kartuschens baksida sitter påve Clemens XI:s vapen.

## Bilder
| - Fontana di Lungotevere Aventino nedanför Aventinen. - Santa Maria del Sole (Hercules Victors tempel). Etsning av Giovanni Battista Piranesi. Fontänen ses i nedre vänstra hörnet. - Påve Clemens XI:s vapen. |

### Webbkällor
- ”Fontana a Lungotevere Aventino” (på italienska). Roma Segreta. Arkiverad från originalet den 9 september 2021. https://archive.md/CRcXM. Läst 9 september 2021.
- ”Abbeveratoio di Piazza Bocca della Verità” (på italienska). info.roma.it. Arkiverad från originalet den 9 september 2021. https://archive.ph/wip/Cd9MU. Läst 9 september 2021.
- ”Fontanile di Clemente XI” (på italienska). Turismo Roma. Dipartimento Turismo, Formazione Professionale e Lavoro. Arkiverad från originalet den 9 september 2021. https://archive.md/MELTQ. Läst 9 september 2021.